# Ferdinand Jassogne
Ferdinand Jassogne (ur. 22 września 1915 w Woluwe-Saint-Lambert) – belgijski szermierz, dwukrotny medalista mistrzostw świata.
Podczas mistrzostw świata w Lizbonie w 1947 roku Belgowie w składzie: Robert Bayot, Georges de Bourguignon, Ferdinand Jassogne i Édouard Yves zajęli drugie miejsce w szabli drużynowej. W tej samej konkurencji razem z Gustave'em Ballisterem, Jeanem Henrietem, François Heywaertem, Marcelem Van Der Auwera i Édouardem Yvesem zdobył brązowy medal na mistrzostwach świata w Sztokholmie w 1951 roku.
Wystąpił na igrzyskach olimpijskich w Londynie w 1948 roku, zajął czwarte miejsce w szabli drużynowej. W turnieju indywidualnym nie startował. Został też zgłoszony do startu we florecie drużynowym na igrzyskach olimpijskich w Melbourne w 1956 roku, jednak ostatecznie nie wystąpił. 